# Stemma di Gibuti
Lo stemma di Gibuti è il simbolo araldico ufficiale del paese, adottato il 25 giugno 1977. 

## Descrizione
Al centro di due rami d'alloro, che alludono alla difesa del paese, si trovano uno scudo e una lancia, sulla cui punta si trova una stella rossa a cinque punte, simbolo di unità; ai lati, simmetricamente, sono raffigurate due mani che tengono un machete, simbolo delle due etnie che convivono nel paese: gli afar e i somali.